# Pedro Figari

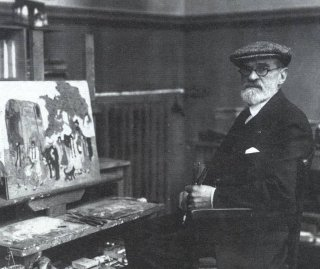
Pedro Figari em seu ateliê.

Pedro Figari Solari (Montevidéu, 29 de junho de 1861 — 24 de julho de 1938) foi um pintor, advogado, político, escritor e jornalista uruguaio. Uma das figuras mais proeminentes da pintura latino-americana, caracteriza-se pelo seu estilo próprio e pela sua vontade americana.